# Futbol'nyj Klub Torpedo Zaporižžja
Il Futbol'nyj Klub Torpedo Zaporižžja' (in ucraino Футбольний клуб «Торпедо» Запоріжжя?, traslitterazione anglosassone FK Torpedo Zaporizhzhya), è stata una società calcistica ucraina con sede nella città di Zaporižžja.
Fondato nel 1982, ha disputato le partite interne nello stadio JSC ZAZ di Zaporižžja, impianto da 15.000 posti.
Ha militato per sette stagioni nella massima serie ucraina.

## Palmarès

### Altri piazzamenti
- Coppa d'Ucraina:

Semifinalista: 1992, 1992-1993
- Perša Liha:

Secondo posto: 1998-1999